# Tori-Bossito
Tori-Bossito è una città situata nel dipartimento dell'Atlantico nello Stato del Benin con 54 558 abitanti (stima 2006).

## Amministrazione
Il comune è formato dai seguenti 6 arrondissement:
- Avamè
- Azohouè-Aliho
- Azohouè-Cada
- Tori-Bossito
- Tori-Cada
- Tori-Gare